# Torbjörn Sjöstrand
Torbjörn Sjöstrand ist ein schwedischer theoretischer Elementarteilchenphysiker.
Sjöstrand machte 1976 seinen Vordiplom-Abschluss an der Universität Lund, wo er 1982 bei Bo Andersson und Gösta Gustafson in theoretischer Physik promoviert wurde. Danach war er 1983/84 am DESY und 1984/85 am Fermilab. Nach mehreren Jahren als Assistenzprofessor in Lund wurde er 1989 Mitglied der Theoriegruppe des CERN. 1995 kehrte er als Forschungsphysiker nach Lund zurück, wo er 2000 eine volle Professur erhielt. 2004 bis 2007 war er wieder in Sabbaticals am CERN.
Sjöstrand untersuchte Modelle zur Hadronisierung, Multiparton-Wechselwirkung und Parton-Schauern in Anfangs- und Endzuständen in der Quantenchromodynamik. Er war der Hauptentwickler der Monte-Carlo-basierten Ereignisgeneratoren Jetset und Pythia für die Hochenergiephysik. Sie wurden in vielen Collider-Experimenten seit den 1980er Jahren verwendet (von Sjöstrand selbst zum Beispiel für LEP- und Tevatron-Datenanalyse verwendet). Er forscht weiter an verbesserten Analyseverfahren insbesondere für die LHC-Daten.
1992 erhielt Sjöstrand den Edlunska-Preis der Königlich Schwedischen Akademie der Wissenschaften, 2012 den Sakurai-Preis für Schlüssel-Ideen zur genauen Bestätigung des Standardmodells in der Teilchenphysik und 2021 den High Energy and Particle Physics Prize.